# Teresa Machado
Teresa Machado (Gafanha da Nazaré, 22 de julho de 1969 — 28 de fevereiro de 2020) foi uma atleta portuguesa de atletismo. Teve como especialidades o lançamento de disco e do peso.
O seu primeiro clube foi o Clube dos Galitos de Aveiro, mas onde obteve mais êxitos foi no Sporting Clube de Portugal, que representou entre 1986 e 2003, com um breve intervalo em 1992, quando representou a Junta de Freguesia de São Jacinto, depois ainda vestiu as cores do Clube Operário Desportivo dos Açores de 2004 a 2007, e do Futebol Clube do Porto em 2008, tendo sempre tido como treinador Júlio Cirino.
Morreu no dia 28 de fevereiro de 2020, aos 50 anos.

## Recordes pessoais
- Lançamento do disco: 65,40 (São Jacinto - 1998) (Recorde Nacional)
- Lançamento do peso: 17,26 (Espinho - 1998) (Recorde Nacional)

## Palmarés
Títulos nacionais
- 16 Campeonatos Nacionais Peso (1988 - 1993 e 1995 - 2004)
- 18 Campeonatos Nacionais Disco (1986, 1988, 1991 - 1993 e 1995 - 2007)

Jogos Olímpicos
- Barcelona 1992 - Disco (28º lugar)
- Atlanta 1996 - Disco (10º lugar)
- Sydney 2000 - Disco (11º lugar)
- Atenas 2004 - Disco (Qualificações)

Campeonatos do Mundo
- Atenas 1997 - Disco (6º lugar)
- Paris 2003 - Disco (10º lugar)

Campeonatos da Europa
- Split 1990 - Peso (Qualificações)
- Budapeste 1998 - Disco (9º lugar)
- Munique 2002 - Disco (7º lugar)

Campeonatos Ibero-Americanos
- 1990 - Manaus (Brasil) - Disco (Medalha de ouro)
- 1994 - Mar del Plata (Argentina) - Disco (Medalha de ouro)
- 1998 - Lisboa - Disco (Medalha de ouro)
- 1998 - Lisboa - Peso (Medalha de bronze)